# Crown of Creation
Crown of Creation (рус. «Венец творения») — четвёртый студийный альбом американской психоделической рок-группы Jefferson Airplane, выпущенный в сентябре 1968 году на лейбле RCA Records.

## Концепция
Альбом Crown of Creation звучит значительно мрачнее трёх предыдущих, особенно последнего, который был наполнен композициями о мире во всем мире, половина которых исполнялась хором тремя основными голосами группы: Полом Кантнером, Марти Балином и Грейс Слик. На этой пластинке практически нет ни одной жизнерадостной песни, а звучание становится более отстранённым, тексты наполняются глубиной. Большее внимание уделено экзистенциальным вопросам и темам, нежели социальным, которыми будет наполнен следующий альбом группы Volunteers.
Ведущую позицию в коллективе постепенно занимает Пол Кантнер, в то время как её основатель Марти Балин постепенно отходит на задний план (к примеру, в первом альбоме группы он написал и исполнял практически все песни, в последовавшем за Crown of Creation пятом у него будет одна). Грейс Слик пишет для этого альбома, как и для двух предыдущих, всего две песни, однако они, как и прежде, запоминаются сразу, поскольку выбиваются из общего ряда своей оригинальностью.

### Примечательные композиции
| Оценки критиков               | Оценки критиков |
| Источник                      | Оценка          |
| ----------------------------- | --------------- |
| AllMusic                      | [ 1 ]           |
| Hi-Fi News & Record Review    | А/A*:1*         |
| Encyclopedia of Popular Music | [ 3 ]           |
| The Great Rock Discography    | [ 4 ]           |
| MusicHound                    | [ 5 ]           |
| Rolling Stone                 | без оценки      |
| The Rolling Stone Album Guide | [ 7 ]           |

Альбом открывается трогательной песней Грейс Слик «Lather» о Спенсере Драйдене, ударнике группы. Она рассказывает о нём, как о взрослом мужчине, который в душе остался ребёнком. Внешний мир не принимает его, считает бесполезным членом общества, но Грейс встаёт на его защиту, давая своему персонажу право дальше жить так, как хочет он, «улыбаться широкими детскими глазами».
Третья композиция — единственный кавер, присутствующий в альбоме. Грейс Слик исполняет песню Дэвида Кросби, написанную им для группы The Byrds, членом которой он тогда был, но не выпущенной по причине того, что остальные члены группы сочли текст слишком рискованным для своей репутации. В скорейшие сроки песня была записана Jefferson Airplane. Текст повествует о любовном треугольнике между одной женщиной и двумя мужчинами (в исполнении Кросби — о мужчине и двух женщинах): «То, что мы должны сделать, — это попробовать что-то новое… Если вы тоже безумны. Не понимаю, почему мы не можем попробовать втроём…»
Заглавная песня альбома написана не участниками группы, а является заимствованием лирики из научно-фантастического романа Джона Уиндема «Хризалиды» и обращается к герою со словами: «Ты венец творения, и податься тебе некуда». Излюбленная Jefferson Airplane тема лишнего человека (эта же тема раскрывается в песне «Lather»), тема борьбы с системой, попытки выжить под её давлением; стилистически: быстрый ритм, исполнение в три голоса (Кантнер, Слик, Балин).
Закрывающая альбом «The House at Pooneil Corners» является обратной стороной открывавшей предыдущий «The Ballad of You and Me and Pooneil». Агрессивная композиция на тему социального апокалипсиса знаменита благодаря своему жёсткому гитарному риффу, высокому уровню вокальных партий. Если первый «пунил» был жизнеутверждающим, задающим тон всему альбому After Bathing at Baxter’s, то второй разрушителен, передаёт последние чувства и эмоции человечества перед грядущей катастрофой. Основная часть текста песни написана Марти Балином, а не Полом Кантнером, автором первого «пунила». Также песня является единственной, которую группа успела сыграть на крыше студии RCA Records, пока полиция не остановила их. Знаменитое событие было запечатлено Жан-Люком Годаром в его фильме «В час ночи».

## Список композиций
| №  | Название              | Автор(ы)                 | Основной вокал | Длительность |
| -- | --------------------- | ------------------------ | -------------- | ------------ |
| 1. | «Lather»              | Грейс Слик               | Грейс Слик     | 2:57         |
| 2. | «In Time»             | Пол Кантнер, Марти Балин | Пол Кантнер    | 4:14         |
| 3. | «Triad»               | Дэвид Кросби             | Грейс Слик     | 4:55         |
| 4. | «Star Track»          | Йорма Кауконен           | Йорма Кауконен | 3:11         |
| 5. | «Share a Little Joke» | Марти Балин              | Марти Балин    | 3:09         |
| 6. | «Chushingura»         | Спенсер Драйден          | инструментал   | 1:20         |

| №  | Название                       | Автор(ы)                                                   | Основной вокал                       | Длительность |
| -- | ------------------------------ | ---------------------------------------------------------- | ------------------------------------ | ------------ |
| 1. | «If You Feel»                  | Марти Балин, Гэри Блэкмен                                  | Марти Балин                          | 3:21         |
| 2. | «Crown of Creation»            | Пол Кантнер (на слова Джона Уиндема из романа «Хризалиды») | Пол Кантнер, Грейс Слик, Марти Балин | 2:54         |
| 3. | «Ice Cream Phoenix»            | Йорма Кауконен, Чарльз Коки                                | Грейс Слик                           | 3:02         |
| 4. | «Greasy Heart»                 | Грейс Слик                                                 | Грейс Слик                           | 3:26         |
| 5. | «The House at Pooneil Corners» | Марти Балин, Пол Кантнер                                   | Марти Балин, Грейс Слик              | 5:54         |

| №   | Название                               | Автор(ы)                       | Длительность |
| --- | -------------------------------------- | ------------------------------ | ------------ |
| 12. | «Ribump Ba Bap Dum Dum» (инструментал) | Спенсер Драйден, Уильям Гудвин | 1:32         |
| 13. | «Would You Like a Snack?»              | Фрэнк Заппа, Грейс Слик        | 2:40         |
| 14. | «Share a Little Joke» (сингл-версия)   | Марти Балин                    | 3:09         |
| 15. | «The Saga of Sydney Spacepig»          | Спенсер Драйден                | 7:55         |
| 16. | «Candy Man» (скрытый трек)             | Гэри Дэвис                     | 2:25         |

## Участники записи
- Марти Балин — ведущий вокал
- Грейс Слик — вокал, фортепиано, орган
- Пол Кантнер — ритм-гитара, бэк-вокал
- Йорма Кауконен — соло-гитара, бэк-вокал, электрическая курица
- Джек Кеседи[англ.] — бас-гитара, фуз-бас[англ.]
- Спенсер Драйден[англ.] — ударные, перкуссия

Приглашённые музыканты
- Гэри Блэкмен — носовое соло в «Lather»
- Чарльз Коки — вокал, гитара
- Дэвид Кросби — гитара
- Тим Дэвис — конга
- Уильям Гудвин — говорящие барабаны
- Дэн Вуди — бонго
- Джин Твомбли — звуковые эффекты

## Чарты
Альбом
| Год  | Чарт                 | Позиция |
| ---- | -------------------- | ------- |
| 1968 | Billboard Pop Albums | 6       |

Синглы
| Год  | Сингл               | Чарт             | Позиция |
| ---- | ------------------- | ---------------- | ------- |
| 1968 | «Greasy Heart»      | Cash Box Top 100 | 98      |
| 1968 | «Crown of Creation» | Cash Box Top 100 | 64      |